# 2022年10月10日導彈襲擊烏克蘭
俄羅斯於2022年10月10日對烏克蘭發動了大規模導彈襲擊。其中一些導彈瞄準關鍵基礎設施，如發電站、變電站、火力發電廠、變壓器、橋樑等，其他導彈則瞄准民用基礎設施。當天上午，烏克蘭數十個地區中心和基輔都發生爆炸事件。《福克斯新闻频道》和普京當局將這次對烏克蘭的導彈襲擊形容為俄羅斯對克里米亞大橋爆炸的報復。但要發動如此規模的打擊需要時日，而根據乌克兰国防部情报总局的情報，俄羅斯軍隊早就接到克里姆林宫的指示，已在10月2日和3日準備對烏克蘭的民用基礎設施進行大規模導彈襲擊。
烏克蘭電網報告，烏克蘭一些城鎮可能會出現供電中斷。截至上午11點，8個地區和基輔市的11個重要基礎設施因襲擊而受損。
根据乌克兰总参谋部10月10日的统计，俄军共84枚巡航导弹和24架无人机參與了襲擊，其中13架是伊朗制见证者-136自杀式无人机。乌克兰防空部隊成功擊落了43枚巡航导弹和13架无人机（包括10架自杀式无人机）。乌克兰空军司令部发言人Yurii Ihnat表示，俄军导弹包括了从裏海地区的战略轰炸机空射的Kh-101巡航导弹、Kh-555巡航导弹，从黑海上发射的口径巡航导弹，此外还有伊斯坎德爾飛彈，S-300导弹，旋风多管火箭炮射火箭弹。乌克兰军方表示，见证者無人機是從白俄羅斯和克里米亚半岛發射的。
欧洲联盟委员会和北约谴责俄羅斯對平民的襲擊「可怕」、「野蠻」和「不分青紅皂白」。烏克蘭總統弗拉基米爾·澤連斯基则批评襲擊是「絕對的邪惡」和「恐怖主義」。

## 受襲情況

### 烏克蘭

#### 基辅
烏克蘭時間08時00分，基輔舍甫琴科區和索洛米揚卡區傳出多宗爆炸聲。這消息由基輔市長維塔利·克里琴科宣佈。根據烏克蘭內政部負責人顧問安東·格拉先科的說法，基輔的一枚導彈落在沃拉迪米爾斯卡街上的米哈伊爾·格魯舍夫斯基紀念碑附近。當地時間8時18分，一枚導彈擊中基輔玻璃橋旁。被導彈擊中的地區包括一個兒童遊樂場附近。6輛汽車發生火災，超過15輛汽車受損。地鐵列車停止運行，基輔地鐵成為市民的避難所。德国驻乌克兰大使馆签证处所在的大楼在袭击中受损。三星电子公司驻乌克兰办公室所在大楼遭到部分损毁。
俄军趁周一早晨的上班高峰期发动袭击，造成大量平民死伤。袭击次日，基辅市区被俄军空袭击中的十字路口路面已被修复，但周遭建筑被炸碎的玻璃仍可见。
- 袭击次日，道路已被修复。但周遭建筑的受损情况仍可见。
- 導彈襲擊市中心後，喪生的基輔平民。

#### 其他城市
利沃夫的能源設施受襲，該市停電。民居停止供應熱水。哈爾科夫能源基礎設施發生不少於3次襲擊。在一些地區，停止供應水和電。據敖德薩州州長馬克西姆·馬爾琴科稱，3枚導彈和5架自殺式無人機在敖德薩地區被防空部隊擊落。第聶伯羅市郊區的一個工業現場發現了遇難者的屍體，該地區的窗戶被炸毀，街道上散落著玻璃。
襲擊也發生在赫梅利尼茨基和日托米爾，以及伊萬諾-弗蘭科夫斯克、捷爾諾波爾、蘇梅和波爾塔瓦地區。
截至21時，襲擊導致至少14人喪生，97人受傷。乌克兰仍有1307个居民点处于断电状态。
11日清晨，乌克兰的扎波罗热地区、敖德萨地区、文尼察、罗夫诺地区、克里沃罗格地区、日托米尔地区、梅利尼茨基地区、利沃夫地区、基辅地区、敖德薩等地发生爆炸，基辅地区启动防空系统。全國再響起防空警報。利沃夫遭導彈攻擊後約三成地區停電。扎波羅熱的襲擊造成至少一人死亡。當天俄羅斯朝烏克蘭發射了28枚導彈，其中有20枚被烏克蘭的防空系統擊落。另外當天基辅市和基辅州开始实行轮流停电制度，每昼夜停电不超过4小时。同時利沃夫州的供电和供水恢复。12日，基辅再度响起防空警报，同時尼古拉耶夫州传出爆炸声。

### 摩爾多瓦
摩爾多瓦外交與歐洲一體化部部長尼庫·波佩斯庫宣布，俄羅斯於2022年10月10日從黑海向烏克蘭發射的3枚導彈飛越摩爾多瓦領空。他以「最強烈的措辭」譴責這一行為，並稱其違反了國際法。波佩斯庫還補充說，俄羅斯駐摩爾多瓦大使已被傳喚就俄導彈飛越摩領空一事進行解釋。

## 反應

### 烏克蘭
烏克蘭總統弗拉基米爾·澤連斯基在Telegram上寫道：「他們正試圖摧毀我們並將我們從地球表面抹去。整個烏克蘭的空襲警報並沒有減弱。有導彈擊中。不幸的是，有死有傷。」澤連斯基還表示烏克蘭不會被俄羅斯的空襲嚇倒。
烏克蘭外交部部長德米特羅·庫列巴宣布，由於大規模導彈襲擊，他立即中斷訪問非洲行程。庫萊巴說，弗拉基米爾·普京「是一個用導彈說話的恐怖分子」，「普京唯一的策略是對和平的烏克蘭城市發動恐怖主義襲擊，但他不會讓烏克蘭崩潰。」
烏克蘭教育和科學部建議10月14日前所有學校轉為遙距教育。
在與德國總理奧拉夫·舒爾茨的電話交談中，澤連斯基同意召開七大工業國組織緊急會議。11日，七国集团领导人举行线上特别会议，澤連斯基呼籲七国集团帮助乌克兰购买和部署防空系统。

### 國際
聯合國發言人表示聯合國秘書長安東尼奧·古特雷斯對大規模導彈襲擊「深感震驚」。
歐盟委員會主席烏爾蘇拉·馮德萊恩與愛沙尼亞總理卡婭·卡拉斯在歐盟與俄羅斯東部邊界附近發表影片信息講話，承諾只要有「需要」，歐盟將與烏克蘭站在一起。
北约谴责俄罗斯对乌克兰的导弹袭击。
美國總統拜登透過聲明譴責俄羅斯動用飛彈攻擊烏克蘭各大城市，他說這些攻擊展現出俄羅斯總統普京發動的「非法戰爭」極為殘暴，並承諾向烏克蘭提供先進防空系統。
由於砲擊對平民和民用基礎設施構成直接威脅，美國大使館敦促其公民離開烏克蘭。
摩爾多瓦總統馬婭·桑杜譴責襲擊事件，稱「必須立即停止殘暴、恐怖和殺害無辜平民的行為」。
印度外交部發表聲明，對「烏克蘭衝突的最新升級，包括針對基礎設施和平民死亡」表示深切關注。他們還呼籲「立即停止敵對行動，緊急回到外交和對話的道路上」。
中華人民共和國外交部呼籲緩和烏克蘭局勢。中国驻乌克兰大使馆提醒中国公民不要往返乌克兰。
以色列总理亚伊尔·拉皮德“强烈谴责”俄罗斯对平民的袭击。
韩国外交部发言人任洙奭表示，韩国政府强烈谴责俄罗斯动用导弹袭击乌克兰首都基辅等多地。
10月10日，德国国防部长克里斯蒂娜·兰布雷希特表示，德国将在几日内向乌克兰提供四套IRIS-T中程防控导弹系统中的第一套。

### 俄羅斯
俄羅斯國防部表示，對烏克蘭遭到大規模導彈襲擊感到滿意，並聲稱包括軍事和能源對象在內的所有目標均已摧毀。
俄羅斯宣傳人員和政府官員，包括玛格丽塔·西蒙尼扬、季格蘭·克奧薩揚、葉夫根尼·波杜布內和拉姆贊·卡德羅夫均對針對民用基礎設施的襲擊表示歡迎，其中一些人呼籲在冬季之前瞄準發電廠。俄羅斯官方媒體散佈虛假資訊，稱烏克蘭總統澤連斯基在導彈襲擊後逃離烏克蘭。
俄羅斯總統弗拉基米爾·普京表示，對烏克蘭的導彈襲擊是為了報復烏克蘭对克里米亚大桥的襲擊（该桥处于乌克兰克里米亚自治共和国俄占区境内，被俄军用于运输军事物资），他稱之為「恐怖主義行為」，並補充說，如果（烏克蘭襲擊）「繼續」，反應將是「嚴厲的」。
俄罗斯联邦委员会国防和安全委员会主席表示，俄军对乌克兰能源、军事和通信设施的大规模打击标志着俄罗斯特别军事行动进入新阶段。俄军在新阶段中将会采取更加果断的行动。

## 另見
- 2022年俄羅斯入侵烏克蘭時對平民的襲擊
- 2022年俄罗斯入侵乌克兰的战争罪行